# Gwiazdosz koronowaty

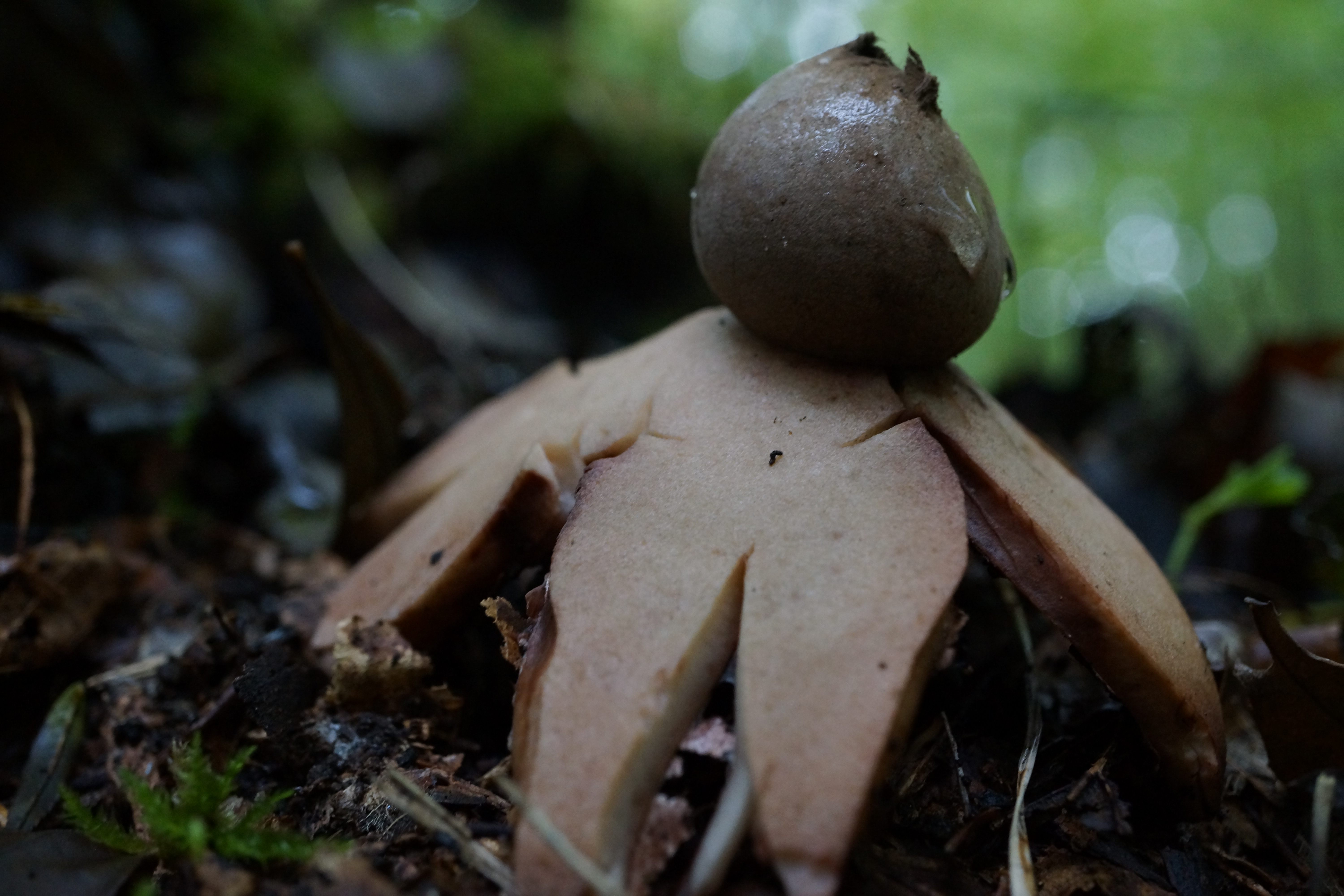

Gwiazdosz koronowaty (Geastrum coronatum Pers.) – gatunek grzybów należący do rodziny gwiazdoszowatych (Geastraceae).

## Systematyka i nazewnictwo
Pozycja w klasyfikacji według Index Fungorum: Geastrum, Geastraceae, Geastrales, Phallomycetidae, Agaricomycetes, Agaricomycotina, Basidiomycota, Fungi.
Po raz pierwszy opisał go Christiaan Hendrik Persoon w 1801 r. Nazwę polską nadał Władysław Wojewoda w 2003 r. W polskim piśmiennictwie mykologicznym gatunek ten opisywany był też jako promieniak wrębiasty i gwiazdosz uwieńczony.

## Morfologia
Owocnik
Za młodu kuliste, niekiedy nieco spłaszczone. 1–4 cm średnicy, całe pokryte warstewką grzybni. Okrywa zewnętrzna pęka do połowy wysokości owocnika na 6–12 trójkątnych niehigroskopijnych płatów, które rozchylają się gwiazdkowato i utrzymują grubą warstwę grzybni z podłożem. Rozchylone owocniki osiągają 4–9 cm średnicy. Ramiona świeżych okazów brązowoszare lub ciemnoszare, suche jaśniejsze, szarawe lub kawowe. Okrywa wewnętrzna odwrotnie gruszkowata, wyższa niż szersza, osadzona na wyraźnej, krótkiej i grubej szyjce. U nasady okrywy wewnętrznej wyraźna apofiza. Szczytowy otwór płaski lub nieco wzniesiony, frędzlowaty, bez talerzyka, ale z jaśniejszą kolistą sferą. Wnętrze owocnika czarnobrązowe.
Cechy mikroskopowe
Wysyp zarodników czarnobrązowy. Zarodniki brązowe, kuliste, dość grubo brodawkowato-kolczaste, o rozmiarach 4–5,5 µm.
Gatunki podobne
Gwiazdosza koronowatego można pomylić z gwiazdoszem długoszyjkowym (Geastrum pectinatum), którego kulista główka jest u dołu grzebieniasto bruzdkowana.

## Występowanie i siedlisko
W Polsce jest dość rzadki. Znajduje się na Czerwonej liście roślin i grzybów Polski. Ma status V – gatunek narażony na wymarcie>. Znajduje się na listach gatunków zagrożonych także w Austrii, Danii, Estonii, Holandii, Szwecji, Litwie. W Polsce był gatunkiem ściśle chronionym, od 9 października 2014 r. nie znajduje się już na liście gatunków chronionych.
Rośnie od sierpnia do listopada, stare owocniki można obserwować niemal przez cały rok. Występuje w lasach liściastych, iglastych, parkach i ogrodach; rzadki, w niektórych okolicach w ogóle niespotykany.

## Znaczenie
Grzyb niejadalny.